# 阿道夫·希特勒与史蒂芬妮·拉巴奇
史蒂芬妮·拉巴奇（Stefanie Rabatsch，1887年12月26日—1975年12月22日）原姓伊萨克（Isak），是一名奥地利女子，该奥地利女子据称是希特勒在十几岁时的单恋对象，该说法由希特勒的童年朋友奥古斯特·库别兹克提出。但是除了库别兹克以外，再无第二人声称希特勒喜欢过她。
希特勒的童年朋友库别兹克后来写了一部名为《阿道夫·希特勒，我的童年朋友》（Adolf Hitler, mein Jugendfreund）的传记，讲述自己与希特勒的童年经历，其中就提到了史蒂芬妮。据他说，史蒂芬妮住在林茨，每天都与母亲外出散步，有一次她在路上与希特勒擦肩而过，並瞥了他一眼，此后希特勒就爱上了她。据库别兹克说，尽管爱她爱到了想要自杀的地步，但希特勒从未与她说过话，她后来嫁给了一位奥地利陆军军官。史蒂芬妮在接受采访时表示自己并不知道希特勒喜欢自己。
很多作者都在书中讨论了这段单相思。有些质疑库别兹克的回忆录（该故事的唯一来源）的准确性。另一些则承认该故事存在一定的事实依据，但认为这段痴恋的意义没那么大，还有些认为该故事能为我们分析希特勒的人格发展提供一个很有价值的视角。

## 背景
奥古斯特·库别兹克是个来自林茨的音乐学生，他与希特勒在一场歌剧表演因争夺一个站位而相识。据他说，希特勒对史蒂芬妮的癡情始于1905年春——当时，16岁的希特勒正在林茨上学，而她17岁；希特勒的暗戀于1909年結束。库别兹克提到了他初次得知希特勒痴迷时的情况：“1905年春天第一个夜晚，我们如往常一样散着步，阿道夫抓住我的胳膊，激动地问我，觉得那个挽着母亲的胳膊沿着乡村小路散步的苗条的金发女孩怎么样。‘我必须得告诉你，我爱上她了，’。” 
史蒂芬妮·玛丽亚·比阿塔·伊萨克于1887年12月26日生于波希米亞王國的米蒙。她的家庭在社會上的地位比希特勒家要高，她还比希特勒大了一岁多。史蒂芬妮·玛丽亚·比阿塔·伊萨克曾在慕尼黑和日内瓦接受职业培訓，後來返回林茨。她有个叫卡尔·里查德·伊萨克（Karl Richard Isak）的兄弟，当时正在維也納学习法律。1950年代，奥地利神职人员、学者、政客、公务员、编辑、作家弗朗茨·耶辛格博士称自己有两张史蒂芬妮小时候的照片，一张是1904年拍的，另一张是1907年拍的，照片中的史蒂芬妮穿着一条礼服裙。库别兹克说她是个“外貌出众的女孩，又高又瘦。有一头浓密的金发，经常打个圆发髻。她的双眼十分美丽”。

## 传闻中与希特勒的往来
库别兹克表示，希特勒从未与史蒂芬妮说过话，总是说“明天”会去找她说话。库别兹克写道，希特勒憎恶那些与她调情的人，尤其是那帮军官，管他们叫“自负的呆头”；他随即对整个军官阶级都产生了一种“坚定的敌意，也变得对所有关于军事的东西都反感起来。當他看到史蒂芬妮与这样一群穿着马甲，喷着香水的游手好闲之人混在一起時就會生氣”。
“我从未见过希特勒如此开心，后来也再未见过。马车驶过后，他把我拖到一旁，带着深情凝视着那朵花，这是来自她的示爱信物。我现在仿佛还能听到他那因兴奋而发抖的声音，‘她是爱我的！’”
希特勒的母亲于1907年因乳腺癌去世后，送葬队伍穿过了乌尔法尔（Urfahr），来到莱昂丁。库别兹克表示，希特勒告诉自己他在送葬队伍中看到了史蒂芬妮，这给了他些许安慰。库别兹克说，“史蒂芬妮完全不知道阿道夫多么深爱她；在她眼中，他是个有些害羞，但依旧非常执着且忠实的仰慕者。当她用笑容回应了他的目光后，他会变得喜出望外，情绪变得前所未有的好；但当她冷漠地无视了他的凝视后，他就会大受打击，似乎要把自己和整个世界一同毁灭”。
库别兹克称，希特勒最终告诉他，自己准备绑架史蒂芬妮，之后带着她一同从桥上跳进多瑙河。但他没有这样做，而是搬去了维也纳，据库别兹克说，他在维也纳把史蒂芬妮的理想化形象当成了自己對女性的道德检验标准。史蒂芬妮在后来的采访中说自己当时并没注意到希特勒，但说自己曾收到过匿名信，写信者请求她等到自己毕业后嫁给他，在被别人问及希特勒时，她才意识到那些信一定是希特勒写的。她回忆：“有一次我收到了一封说自己要去上美术学院的人写的信，并要求我等他；他会在回来后娶我！我当时不知道写信人是谁，也不知该把信交给谁。”
1913年的圣诞节，据说当时居住在慕尼黑的希特勒在林茨的报纸上刊登了一篇匿名个人广告，向史蒂芬妮送上最真挚的祝福，但她那时已然结婚，並且住在维也纳。

## 后来的岁月
1908年，她与一位驻扎在林茨的黑森团军官订婚。1910年10月24日，史蒂芬妮与马克西米利安·拉巴奇（1872年生于维也纳）在维也纳的韦灵教区的格特鲁德广场（Gertrudplatz）5号的圣格特鲁德教堂举行了婚礼。1909年11月1日，马克西米利安晋升上尉。1917年10月1日，晋升少校，1918年8月1日，晋升中校。据库别兹克说，史蒂芬妮的丈夫后来成了高阶军官，1942年7月15日，她成了寡妇，第二次世界大战结束后，她居住在维也纳。
史蒂芬妮后来接受了采访，1973年的德奥合拍电视剧《一位来自因河地区的青年》（A Young Man From the Innviertel）将传闻中希特勒对她的爱慕加以戏剧化。令她无法理解的是，若希特勒真的那么迷恋她，那为什么又没有向她作出过任何暗示。
史蒂芬妮于1976年1月9日被葬于维也纳。

## 娘家姓
史蒂芬妮的娘家姓伊萨克听起来像个犹太姓氏，但她并不是犹太人。库别兹克提到“伊萨克”的拼法是“Isaak”。德国史学家安东·若阿希姆斯塔勒在他的著作《希特勒的名单：私人关系记录》（Hitlers Liste: Ein Dokument persönlicher Beziehungen，2003年，慕尼黑，pp.46-52）中确认，该姓氏的正确拼法应该是Isak。部分史学家认为希特勒可能因此以为史蒂芬妮有犹太血统。美国史学家格雷姆·唐纳德表示希特勒应该会猜测她是犹太人，但在当时，这并无大碍。安东·若阿希姆斯塔勒在接受英国广播公司采访时对此表示支持，说希特勒肯定是因为她的犹太姓氏而认为她是犹太人。

## 学界反应
Sherree Owens Zalampas表示部分学者不接受史蒂芬妮的故事，而还有些则选择了接受。拒绝接受史蒂芬妮的故事的史学家包括弗朗茨·耶辛格以及Bradley F. Smith。Bradley F. Smith在著作《阿道夫·希特勒：家庭、童年与青年》（Adolf Hitler： his family, childhood, and youth，1967年）中探讨了史蒂芬妮的故事。弗朗茨·耶辛格也在著作《希特勒的青年时代》（Hitler’s Youth，1958年）中讨论了她的故事。耶辛格在书中指责库别兹克，但亦确认史蒂芬妮确有其人，但她当时并不知道传闻中希特勒对她的痴迷。耶辛格分析，库别兹克夸大了史蒂芬妮与希特勒间的关系，而且在研究过时间线后，他認為库别兹克所记述的二人的一些往来根本不可能发生，而那些传记作家们又对这段关系大书特书，企图给希特勒编造出一个早年“爱慕对象”。德国史学家沃纳·玛瑟尔在著作《阿道夫·希特勒：传奇、神话、现实》（Adolf Hitler: Legende, Mythos, Wirklichkeit，1971年）中认同了该观点，还表示希特勒对史蒂芬妮做出的那种表现在当时的奥地利青少年中十分典型。
Zalampas写道，库别兹克称希特勒喜欢史蒂芬妮的歌声，而后者据库别兹克称是个女高音，并且很适合在瓦格纳的音乐剧中献声。她认为，希特勒对史蒂芬妮产生幻想能表明希特勒在年轻时就已把现实、幻想以及他对艺术、战争、卡尔·迈的小说以及瓦格纳作品的主题混在了一起。加拿大史学家罗伯特·G·L·怀特在著作《精神变态的上帝：阿道夫·希特勒》（The Psychopathic God: Adolf Hitler，1993年）中表示，希特勒畏惧与史蒂芬妮面对面接触，因为她实际上很可能不具备希特勒心目中日耳曼美德的標準，而且希特勒离开林茨是因为他受不了继续和史蒂芬妮住在同一城镇。
还有很多其他作家都提到了库别兹克的讲述的故事。威廉·勞倫斯·夏伊勒在著作《第三帝国的兴亡》中就用到了库别兹克对那段单相思的记述。1973年，《明镜》报道称德國電視二台和奧地利廣播集團共同制作了一部关于希特勒的青少年时期的电视文献纪录片，其中就表现了他对史蒂芬妮的痴迷。德国-奥地利史学家布丽吉特·哈曼在著作《希特勒的维也纳：暴君的青年肖像》（Hitler's Vienna: A Portrait of the Tyrant as a Young Man，2010年）中也用到了库别兹克的故事。Rose Montero在著作《独裁者们：历史上最冷酷的男人们的女人们》（Dictadoras: Las mujeres de los hombres más despiadados de la historia，2013年）中也用到了库别兹克的故事。Danielle Zumbo在著作《斯大林格勒行动：一个英雄的故事》（Operazione Stalingrado: Storia di un eroe，2013年）中也引用了库别兹克的故事。
英国史学家休·特雷弗-羅珀认为，库别兹克的回忆录是后世调查希特勒早年生活的重要资料，而且“…该书将在历史第一手资料书籍中拥有重要的一席之地”。伊恩·克肖在著作《希特勒：一部传记》（Hitler：A Biography，2008年）也讲述了库别兹克所记述的事情。克肖认为库别兹克在著书过程中得到了代笔者的帮助。他认为史蒂芬妮的故事过于夸张，而且“无可置疑，库别兹克对一场顶多能算作转瞬即逝的青少年迷恋之事进行了大肆渲染”。但克肖也总结说，尽管库别兹克的书存在弱点，但作者也在其中描绘了青年希特勒的形象，著作本身也是有价值的。美国文化史学家弗莱德里克·斯波茨在著作《希特勒与美学的力量》（Hitler and the Power of Aesthetics，2009年）中写道，除了库别兹克的书以外，找不到任何能证实希特勒的那段痴迷的记录与资料来源。